# IEC 61439
Die Norm IEC 61439, unter der Niederspannungsrichtlinie harmonisiert als Europäische Norm EN 61439, befasst sich mit sicherheitstechnischen Anforderungen für Niederspannungs-Schaltanlagen. Sie betrifft unter anderem die elektrische Energieverteilung in Gebäuden und industriellen Anwendungen. Die vollständig restrukturierte Norm wurde am 1. Juni 2010 in Kraft gesetzt. Nach Ablauf der Übergangszeit ersetzt die Norm IEC 61439 seit November 2014 die bisherige IEC 60439.

## Allgemeines
Die neue Normenreihe IEC 61439 definiert klare Regeln für Niederspannungs-Schaltgerätekombinationen (SK). Sie legt für Planer, Anlagenbauer, Elektroinstallateure und Endkunden die sicherheitstechnischen Anforderungen an elektrische Betriebsmittel fest, um Schutzziele für Personen und Anlagen in der Elektroinstallation einzuhalten.
Unter einer Niederspannungs-Schaltgerätekombination (SK) versteht man die Zusammenfassung eines oder mehrerer Niederspannungs-Schaltgeräte mit den zugehörigen Betriebsmitteln zum Steuern, Messen, Melden, Schützen und Regeln.
Elektrische Betriebsmittel der SK sind zum Beispiel: Fehlerlichtbogen-Schutzeinrichtungen, Leistungsschalter, Leitungsschutzschalter, Fehlerstrom-Schutzeinrichtungen, Leitungen, Klemmen etc.
Anzuwenden ist die Norm für Energieverteiler, Schalt- und Steuerungsanlagen, Zählerschränke und Verteilerschränke für private und gewerbliche Gebäude, für Baustromverteiler und Kabelverteilerschränke sowie für Schaltgerätekombinationen in besonderen Bereichen.

## Geltungsbereich der Norm
Die Norm IEC 61439 besteht aus den drei Teilen:

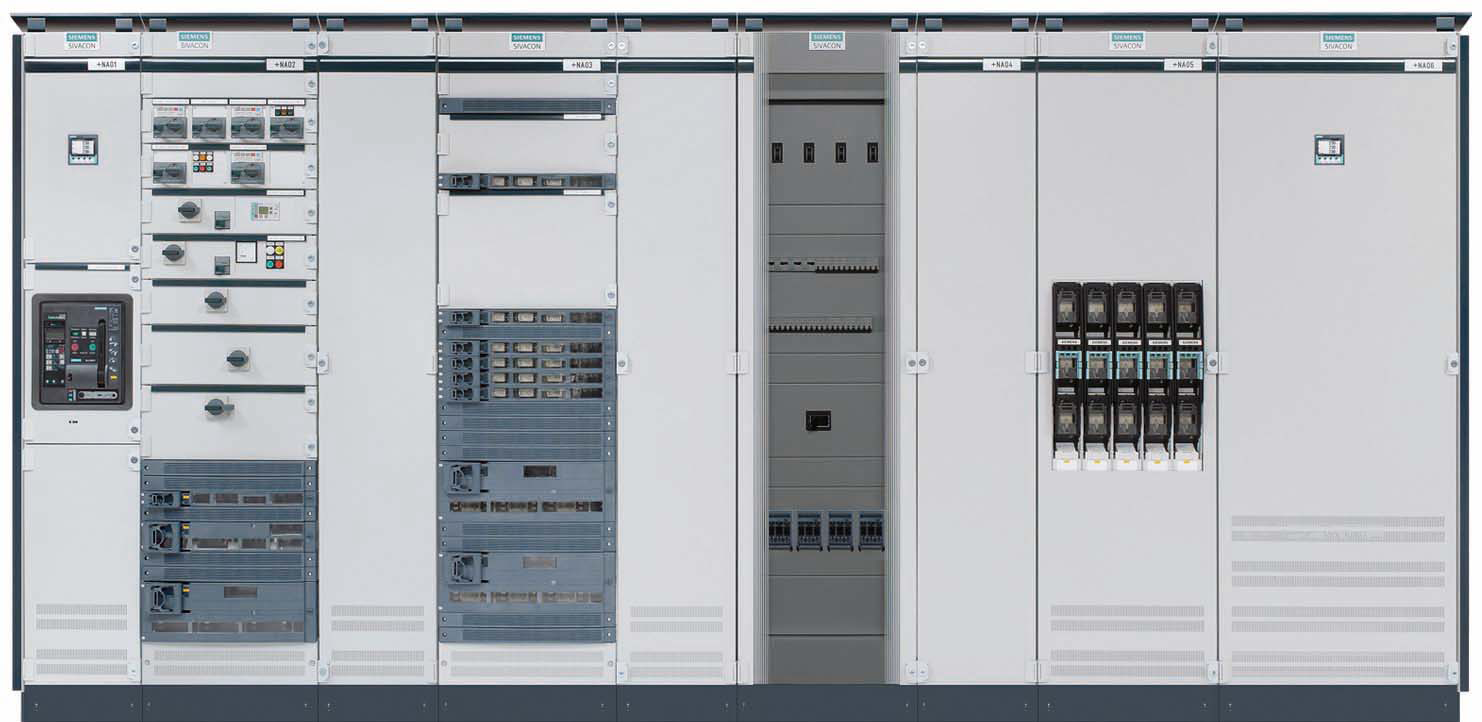
Niederspannungs-Schaltanlagen gewährleisten eine effiziente Energieverteilung in industriellen Anwendungen

- IEC TR 61439-0

Leitfaden für die Spezifikation von Schaltgerätekombinationen
- IEC 61439-1

Allgemeine Festlegungen
- IEC 61439-2 bis 61439-7

Produktspezifische Teile für Energie-Schaltgerätekombinationen:
- Teil 2: Energie-Schaltgerätekombinationen
- Teil 3: Installationsverteiler für die Bedienung durch Laien (DBO)
- Teil 4: Besondere Anforderungen für Baustromverteiler (BV)
- Teil 5: Schaltgerätekombinationen in öffentlichen Energieverteilungsnetzen
- Teil 6: Schienenverteilersysteme (busways)
- Teil 7: Schaltgerätekombinationen für bestimmte Anwendungen wie Marinas, Campingplätze, Marktplätze, Ladestationen für Elektrofahrzeuge

Neben der Anpassung an den aktuellen Stand der Technik enthält die Norm auch neue Begriffe, Bemessungen und Nachweise. Als Nachfolgenorm der IEC 60439 beschreibt die neue Norm Betriebsbedingungen, Bauanforderungen, technische Eigenschaften sowie Nachweismöglichkeiten für alle Arten von Niederspannungs-Schaltgerätekombinationen.

## Wesentliche Änderungen zur IEC 60439
1993 wurden erstmals mit der Norm IEC 60439 die unterschiedlichen Arten von Schaltanlagen in einer Norm zusammengefasst und mit den Begriffen TSK (Typgeprüfte Schaltgerätekombination) und PTSK (Partiell typgeprüfte Schaltgerätekombination) eingeordnet. Die neue Norm IEC 61439 ersetzt die bisherigen Kategorien TSK und PTSK durch die „Niederspannungs-Schaltgerätekombination“. Neu ist zudem der „Bauartnachweis“, welcher die Typprüfung und Unterscheidung zwischen TSK und PTSK aufhebt.

Zudem wird erstmals das sogenannte Black-Box-Konzept eingeführt, um wichtige Punkte zwischen dem Hersteller der Schaltgerätekombination und dem Anwender dieser SK festzulegen.

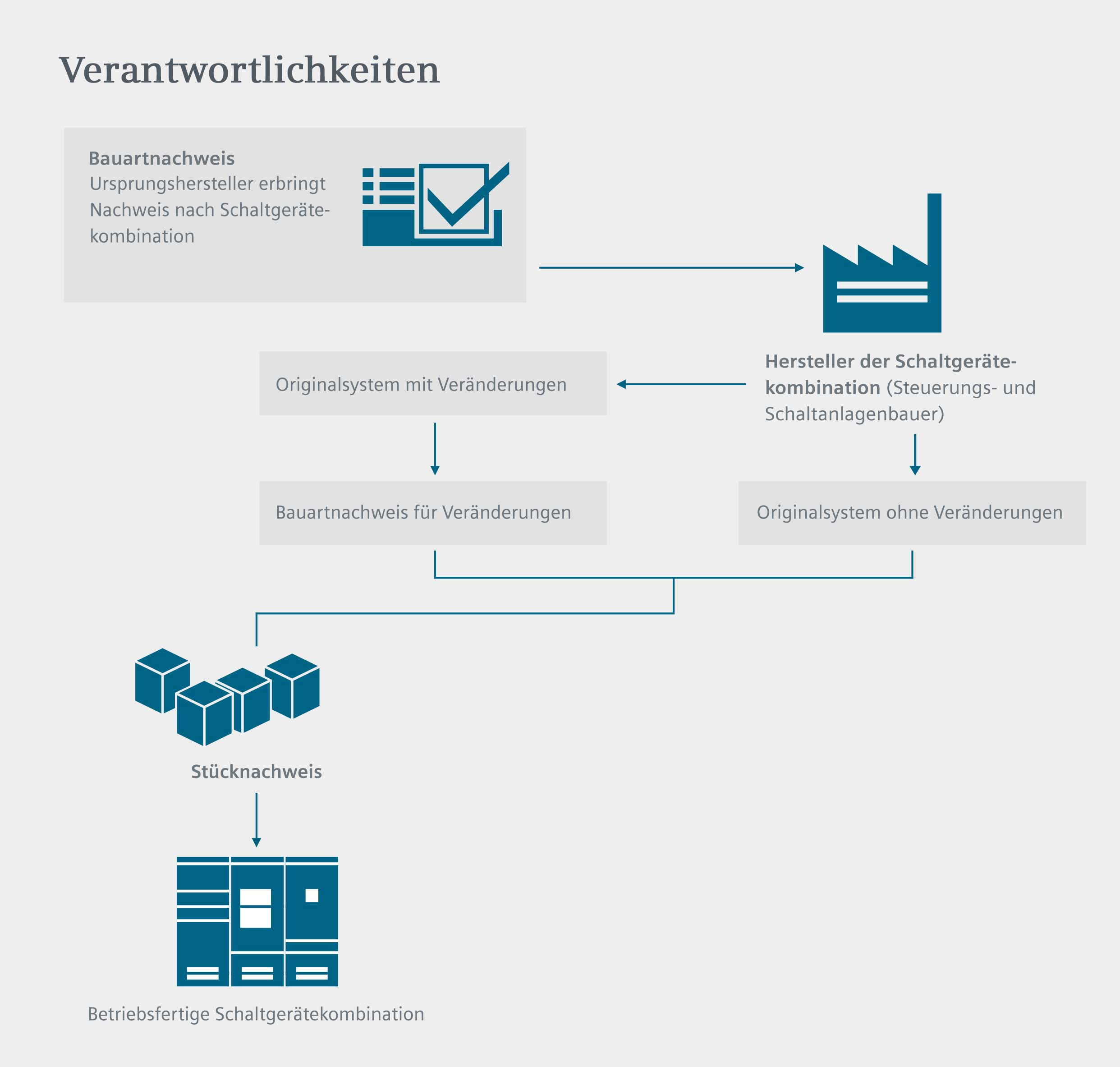
Die neue Norm IEC 61349 definiert klar die Verantwortung für eine Schaltgerätekombination

Im Vergleich zur alten Norm beschreibt die IEC 61439 eindeutig die Verantwortungsbereiche aller Beteiligten. Die IEC 61439 unterteilt dabei die Verantwortung für die Herstellung einer Niederspannungs-Schaltgerätekombination in die Aufgaben eines „ursprünglichen Herstellers“ und denen eines „Herstellers einer Schaltgerätekombination“.
Der „ursprüngliche Hersteller“ ist jenes Unternehmen, das eine betriebsfertige SK für Kundenanwendungen herstellt. Zum Beispiel ist die Siemens AG ein Ursprungshersteller von Schaltgerätekombinationen und damit verantwortlich für den Nachweis der Bauart.
Der „Hersteller einer Schaltgerätekombination“ ist jede Elektrofachkraft, die aus Schaltgerätekombinationen eines ursprünglichen Herstellers selbst eine Verteilung baut. Sie ist für die individuelle Schaltanlage verantwortlich und damit verpflichtet, einen Bauartnachweis zu allen Veränderungen zu erstellen, die nicht im Bauartnachweis des Ursprungsherstellers enthalten sind.
Als „Anwender“ sind beispielsweise Planer und Betreiber zu bezeichnen, welche die Schaltgerätekombination kaufen, verwenden oder betreiben. Sie fordern Zertifikate zum vollständigen Bauartnachweis.
Der Bemessungsfaktor wurde ausführlicher definiert, die Anforderungen bezüglich der Erwärmung genauer erläutert und an den neuesten Stand der Technik angepasst. Zusätzlich wurden neue Anforderungen aus der Norm IEC 62208 (Leergehäuse für SK) übernommen.

### Black-Box-Konzept
Die Norm IEC 61439 definiert, welche Punkte zwischen dem Hersteller der Schaltgerätekombination und dem Anwender zu klären sind. Die SK wird dabei zur sogenannten „Black Box“ erklärt und tritt mit dem Installationsumfeld über vier definierte Schnittstellen in Kontakt:
- Anschluss an das elektrische Netz

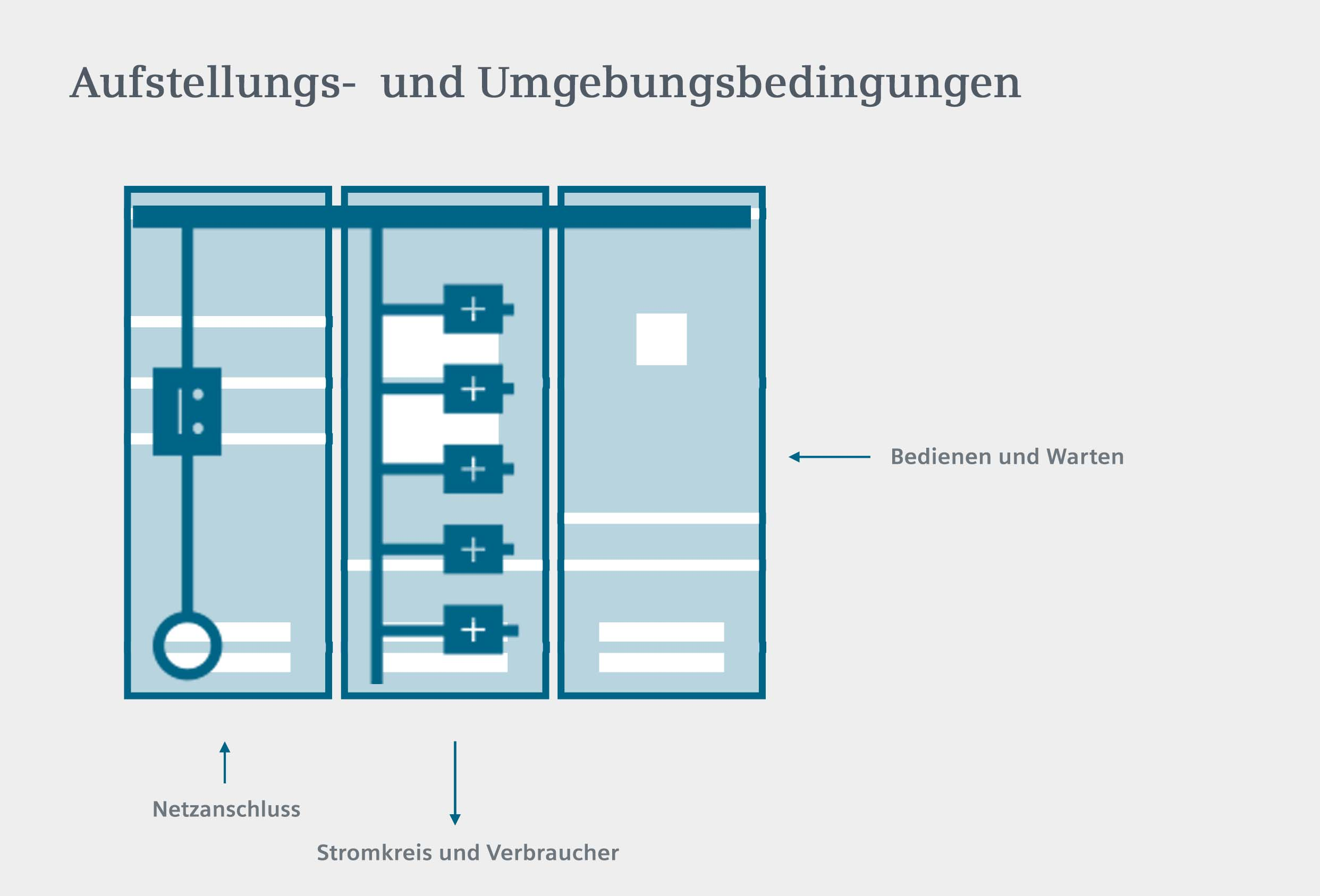
Die Schaltanlage als Black Box mit vier Schnittstellen

- Aufstellungs- und Umgebungsbedingungen
- Stromkreise und Verbraucher sowie
- Bedienen und Warten.

Diese sind durch jeweils kennzeichnende technische Merkmale und Eigenschaften bestimmt, wie beispielsweise Schutzart (IP), Bemessungsfrequenz  fn, Bemessungsisolationsspannung Ui oder Türverschluss.
Die Black Box aus Sicht des Herstellers beinhaltet die Schaltgerätekombination mit ihrem inneren Aufbau, die Umsetzung der definierten Schnittstellen zur außerhalb des Betriebsmittels liegenden Installation sowie die Anforderungen des Anwenders. Die Vorteile des Black-Box-Konzepts liegen für die Elektrofachkraft in einer deutlichen Vereinfachung ihrer Arbeit und der größtmöglichen Sicherheit durch die Verwendung von vorgefertigten Verteilersystemen.

### Bauart- und Stücknachweise
Der „Bauartnachweis“ tritt an die Stelle der bisherigen Typprüfung. Der Ursprungshersteller belegt mit dem Nachweis über die Einhaltung der Bauanforderungen die grundsätzliche Konformität der Schaltgerätekombination. Dazu sind verschiedene Einzelnachweise zu erbringen und im Bauartnachweis zu dokumentieren.

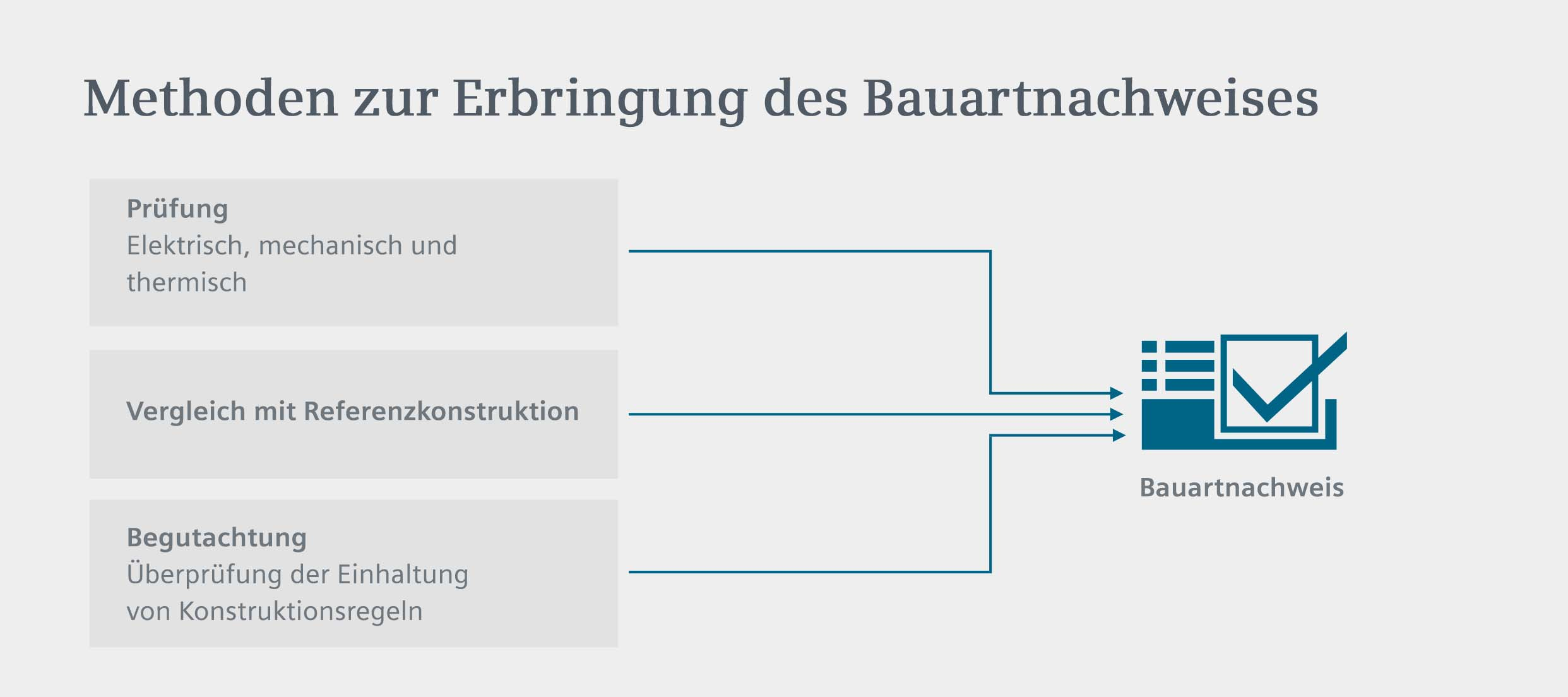
Für den Nachweis der Anforderungen können verschiedene, untereinander gleichwertige Nachweismethoden herangezogen werden

Der ursprüngliche Hersteller kann dabei durch verschiedene Methoden verifizieren, dass die Bauart die Anforderungen der zutreffenden Schaltgerätekombinations-Norm erfüllt.
Unter dem „Stücknachweis“ versteht man den Nachweis, dem jede Schaltgerätekombination während und nach ihrer Herstellung unterliegt. Er dient beispielsweise zur Feststellung von Werkstoff- und Fertigungsfehlern und um die Funktionstüchtigkeit sicherzustellen. Das Ergebnis wird protokolliert.
Erstellt der Hersteller der Schaltgerätekombination die SK nach den Regeln des ursprünglichen Herstellers, braucht er nur den Stücknachweis durchzuführen. Erstellt er die SK nicht nach den Regeln des ursprünglichen Herstellers und installiert eigene Veränderungen, gilt der Hersteller der SK als Ursprungshersteller und muss sowohl den Bauartnachweis als auch den Stücknachweis durchführen.
Dokumentation der Nachweise
Bauartnachweis
Auch bezüglich der in der Norm IEC 61439-1 geforderten umfangreichen Dokumentationspflicht erwarten den Schaltanlagenbauer neue Anforderungen. Zum Beispiel den Nachweis an Mustern einer Schaltgerätekombination oder an Teilen von Schaltgerätekombinationen, um zu zeigen, dass die Bauart die Anforderungen der zutreffenden SK-Norm erfüllt. Weitere Anforderungen können sein:
- vollständige und ausführliche Dokumentation der Bauartnachweise vom ursprünglichen Hersteller
- Prüfberichte, Protokolle, Berechnungen und Aufzeichnungen
- Archivierung der Dokumentation für die gesamte Produktlebensdauer
- Prüflisten zur Kontrolle, ob alle Anforderungen bei der Planung und Ausführung der Schaltanlage gemäß der Norm eingehalten wurden.

Eine Weitergabe der Dokumentation an den Hersteller der Schaltgerätekombination ist dabei nicht erforderlich. Für baugleiche Konstruktionen ist der Bauartnachweis nur einmalig zu erbringen. Bei Änderungen am Originalsystem müssen jedoch die Bauartnachweise für die Änderungen erbracht werden (Hersteller wird zum ursprünglichen Hersteller).
Der Bauartnachweis betrifft die Konstruktion und das Verhalten der SK im Betrieb und muss folgende Kriterien enthalten:
1. Festigkeit von Werkstoffen und Teilen
2. Schutzarten von Gehäusen
3. Luftstrecken
4. Kriechstrecken
5. Schutz gegen elektrischen Schlag und Durchgängigkeit von Schutzleiterkreisen
6. Einbau von Betriebsmitteln
7. Innere elektrische Stromkreise und Verbindungen
8. Anschlüsse für von außen eingeführte Leiter
9. Isolationseigenschaften
10. Erwärmungsgrenzen
11. Kurzschlussfestigkeit
12. Elektromagnetische Verträglichkeit (EMV)
13. Mechanische Funktion

Stücknachweis
Die Verantwortung für eine vollständige und ausführliche Dokumentation eines Stücknachweises liegt beim Hersteller der SK. Sie besteht aus dem Prüfbericht mit allen verwendeten Daten sowie den notwendigen Berechnungen und durchgeführten Vergleichen. Diese Dokumentation ist für die gesamte Lebensdauer der Produkte zu archivieren.

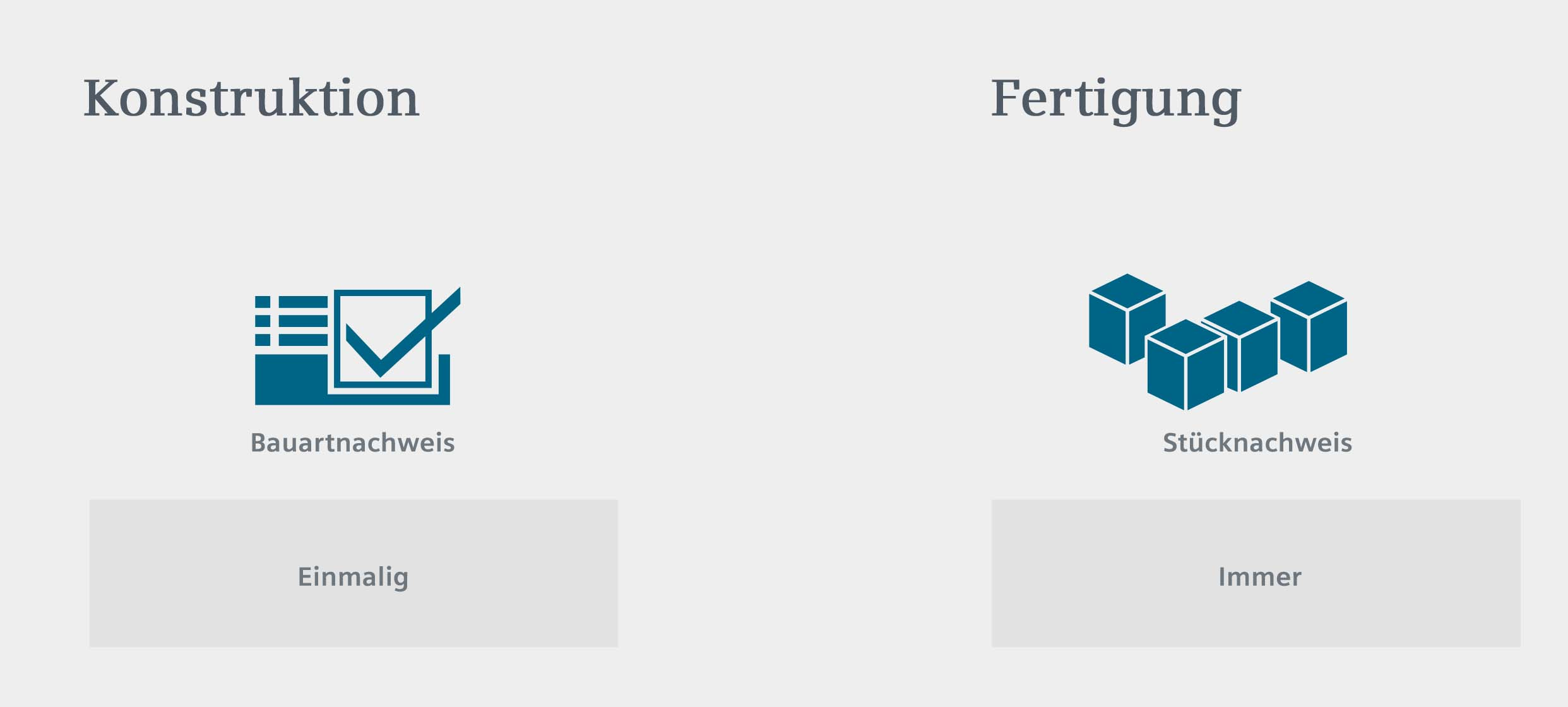
Gleiche technische Anforderungen für alle Anwendungen und Produkte

Um das richtige Funktionieren der fertiggestellten SK sowie Werkstoff- und Fertigungsfehler festzustellen, ist vom Hersteller der SK ein Stücknachweis mit folgenden Inhalten zu erbringen:
1. Schutzart von Gehäusen
2. Luft- und Kriechstrecken
3. Schutz gegen elektrischen Schlag und Durchgängigkeit von Schutzleiterkreisen
4. Einbau von Betriebsmitteln
5. Innere elektrische Stromkreise und Verbindungen
6. Anschlüsse für von außen eingeführte Leiter
7. Mechanische Funktion
8. Isolationseigenschaften
9. Verdrahtung, Betriebsverhalten und Funktion

Zusammen bestätigen damit die unterschiedlichen Nachweise, dass die zusammengefügten Komponenten einer SK miteinander funktionieren.